# هنام
هنام، روستایی از توابع مرکزی شهرستان سلسله در استان لرستان ایران است. زبان مردم این روستا لکی است.یک آثار تاریخی به نام خانه رحمتی در این روستا وجود دارد که ثبت ملی شده است.

## جمعیت
این روستا در دامنه کوه گرین قرار دارد مرکز سکونت خوانین تیره جهان سلطانی حسنوند که مهمترین آنها مراد خان حسنوند معروف به مراد شاه بوده و براساس سرشماری مرکز آمار ایران در سال ۱۳۸۵، جمعیت آن زیر هزارخانوار بوده‌است.